# Yuzawa (Niigata)
Yuzawa (湯沢町 Yuzawa-machi?) es un pueblo en la prefectura de Niigata, Japón, localizado en la parte centro-oeste de la isla de Honshū, en la región de Chūbu. El 1 de marzo de 2021 tenía una población estimada de 7919 habitantes y una densidad de población de 22 personas por km². Es famoso por sus aguas termales (onsen).

## Geografía
Yuzawa se encuentra en el suroeste de la prefectura de Niigata en una zona montañosa que limita con el norte de la prefectura de Nagano y el norte de la prefectura de Gunma. Debido a su ubicación geográfica entre el mar de Japón y los Alpes japoneses circundantes, tiene una de las nevadas anuales más altas de Japón. Hay numerosas estaciones de esquí en la región. El monte Naeba (2143 metros) se encuentra en parte dentro de los límites del pueblo. Gran parte de la ciudad se encuentra dentro de los límites del parque nacional Jōshin'etsu-kōgen o del parque Uonuma Renpo.

## Historia
El área de la actual Yuzawa era parte de la antigua provincia de Echigo. Las villas de Yuzawa, Futai (二居村 Futai-mura?), Asakai (浅貝村 Asakai-mura?), Kandatsu (神立村 Kandatsu-mura?), Tsuchidaru (土樽村 Tsuchidaru-mura?) y Mitsumata (三俣村 Mitsumata-mura?) fuero creadas el 1 de abril de 1889. El 1 de noviembre de 1901, Futai y Asakai se fusionaron para convertirse en la villa de Mikuni Mikuni (三国村 Mikuni-mura?). Yuzawa, Mikuni, Kandatsu, Tsuchidaru y Mitsumata se fusionaron el 1 de abril de 1955 para convertirse en el pueblo de Yuzawa.

## Demografía
Según los datos del censo japonés, la población de Yuzawa se ha mantenido estable en los últimos 40 años.
| Gráfica de evolución demográfica de Yuzawa entre 1940 y 2015 |
|                                                              |
| Oficina de Estadísticas de Japón                             |